# پیرمرد و تفنگ
پیرمرد و اسلحه (انگلیسی: The Old Man & the Gun) یک فیلم زندگی‌نامه‌ای آمریکایی به نویسندگی و کارگردانی دیوید لاوری است که در سال ۲۰۱۸ منتشر شد.

## خلاصه داستان
در هفتاد سالگی، فورست تاکر دست به فراری متهور از زندان سن کوئنتین می‌زند و سرقت‌هایی زنجیره‌ای و متبحرانه انجام می‌دهد که مسئولان را مات و مبهوت و مردم را مسحور می‌کند. دو نفر در این مسیر به دنبال فورست هستند؛ کارآگاهی به نام جان هانت که قابلیت فورست را تحسین می‌کند و زنی که با وجود حرفه فورست به او عشق می‌ورزد.

## بازیگران
- رابرت ردفورد
- کیسی افلک
- دنی گلاور
- تام ویتس
- تیکا سومپتر
- سیسی اسپیسک